# Helena från Egypten

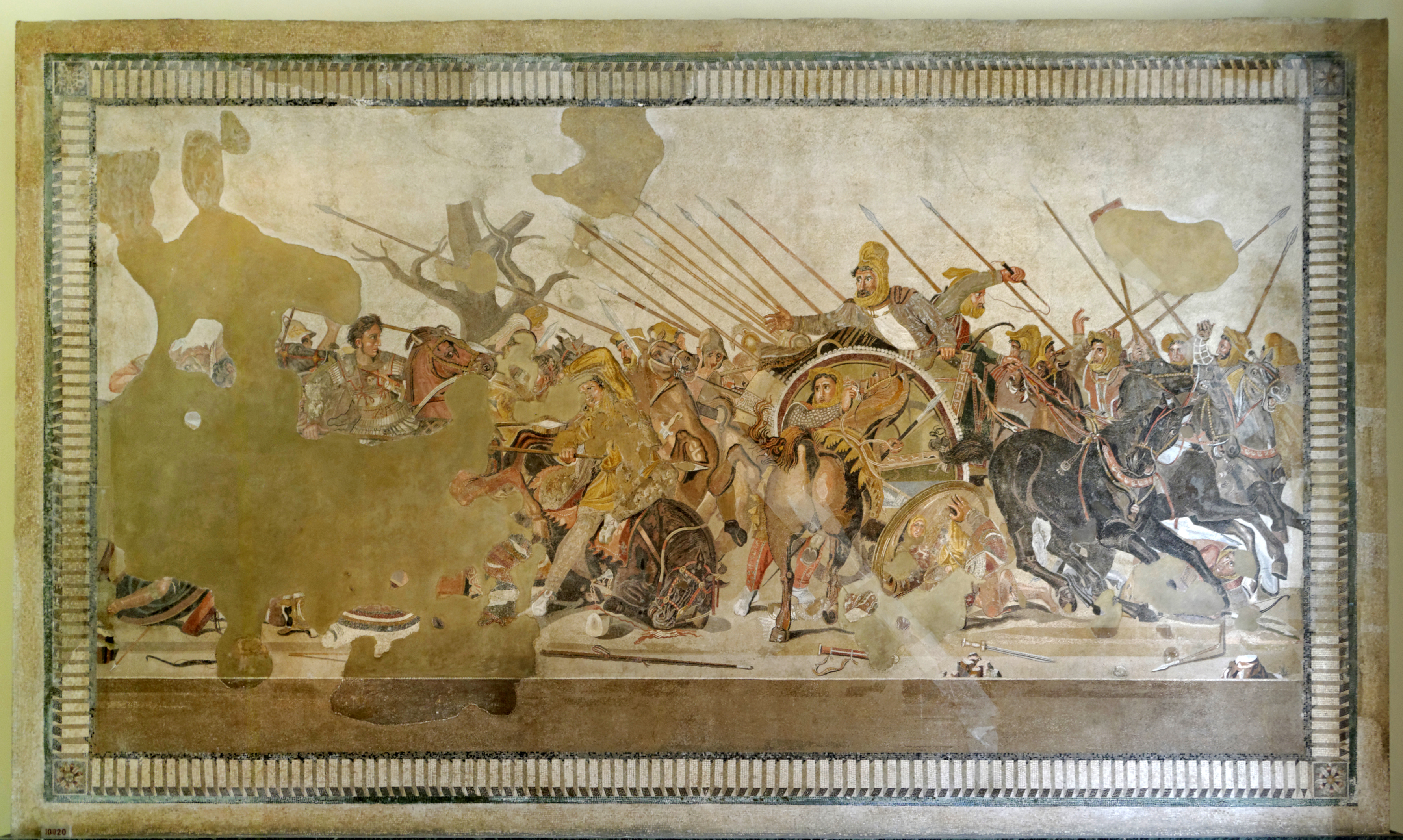
En romersk mosaik föreställande slaget vid Issus, som har föreslagits vara en kopia av Helenas målning.

Helena, död efter år 323 f.Kr., var en egyptisk konstnär (målare). 
Hon var dotter till målaren Timon och utbildades av sin far. Hon målade en scen föreställande Alexander den stores seger över Darius III i slaget vid Issus. Enligt Plinius den äldre reproducerades denna i en mosaik. En mosaik av just denna scen har verkligen återfunnits i Pompeji, men det är obekräftat huruvida den gjordes av Helena. 